# 65489 Ceto
65489 Ceto este o planetă minoră (asteroid) din Obiect transneptunian. A fost descoperită pe 22 martie 2003 la Observatorul Palomar de Chadwick Trujillo⁠(d) și a fost numită după Ceto. 
Obiectul prezintă o orbită caracterizată de o semiaxă mare de 99,676778706378 de UAi, o excentricitate de 0,826, o înclinație de 22,3 ° în raport cu ecliptica.